# Tour der französischen Rugby-Union-Nationalmannschaft nach Asien und Kanada 1978
| Tour der Franzosen nach Asien und Kanada 1978 | Tour der Franzosen nach Asien und Kanada 1978 | Tour der Franzosen nach Asien und Kanada 1978 | Tour der Franzosen nach Asien und Kanada 1978 | Tour der Franzosen nach Asien und Kanada 1978 |
| Übersicht                                     | S                                             | G                                             | U                                             | N                                             |
| --------------------------------------------- | --------------------------------------------- | --------------------------------------------- | --------------------------------------------- | --------------------------------------------- |
| Sonstige Spiele                               | 7                                             | 7                                             | 0                                             | 0                                             |
| Gesamt                                        | 7                                             | 7                                             | 0                                             | 0                                             |

Die Tour der französischen Rugby-Union-Nationalmannschaft nach Asien und Kanada 1978 umfasste eine Reihe von Freundschaftsspielen der französischen Rugby-Union-Nationalmannschaft. Sie reiste im September 1978 durch Hongkong, Japan und Kanada, wobei sie während dieser Zeit sieben Spiele bestritt. Dabei spielte sie unter anderem je einmal gegen die Nationalmannschaften dieser Länder, auch wenn diese Begegnungen nicht den Status von Test Matches hatten. Hinzu kamen vier Partien gegen die japanischen Reserven sowie gegen regionale Auswahlmannschaften. In allen Spielen gingen die Franzosen als Sieger vom Platz.

## Spielplan
- Hintergrundfarbe grün = Sieg

(Ergebnisse aus der Sicht Frankreichs)
| # | Datum              | Gegner                       | Ort          | Stadion                     | Ergebnis |
| - | ------------------ | ---------------------------- | ------------ | --------------------------- | -------- |
| 1 | 09. September 1978 | Hongkong                     | Hongkong     | Hong Kong Stadium           | 26:6     |
| 2 | 14. September 1978 | Japan A                      | Tokio        | Prinz-Chichibu-Rugbystadion | 61:10    |
| 3 | 17. September 1978 | Kansai                       | Higashiōsaka | Hanazono-Rugbystadion       | 98:10    |
| 4 | 20. September 1978 | Kyūshū                       | Fukuoka      |                             | 37:3     |
| 5 | 23. September 1978 | Japan                        | Tokio        | Prinz-Chichibu-Rugbystadion | 55:16    |
| 6 | 26. September 1978 | British Columbia Rugby Union | Burnaby      | Swangard Stadium            | 17:10    |
| 7 | 30. September 1978 | Kanada                       | Calgary      | Kingsland Rugby Park        | 24:9     |